# Campionatul European de Volei Feminin din 1975
Campionatul European de Volei Feminin din 1975 a fost a noua ediție a Campionatului European de Volei organizată de CEV. A fost găzduită de Iugoslavia din 18 până în 25 octombrie 1975. Orașele gazdă au fost Rijeka, Banja Luka, Negotin și Belgrad. La turneu au participat 12 echipe naționale și victoria finală a revenit Uniunii Sovietice pentru a opta oară, a cincea oară consecutiv. 

## Echipe

### Calificate direct
- Iugoslavia - țară organizatoare
- Uniunea Sovietică - campioana ediției precedente
- Cehoslovacia - viceampioana ediției precedente
- Polonia - locul 3 la ediția precedentă
- Bulgaria - locul 4 la ediția precedentă
- Ungaria - locul 5 la ediția precedentă

### Calificate în urma preliminariilor
- Belgia
- Italia
- Țările de Jos
- RDG
- RFG
- România

## Componența grupelor
| Grupa A - RDG - RFG - Iugoslavia - Ungaria | Grupa B - Bulgaria - Țările de Jos - România - Uniunea Sovietică | Grupa C - Belgia - Cehoslovacia - Italia - Polonia |  |

## Faza preliminară
| Calificare pentru turneul pentru locurile 1-6  |
| Calificare pentru turneul pentru locurile 7-12 |

### Grupa A -Rijeka
| L | Echipa     | P | M | V | Î | SC | SP | Ratio | PP  | PÎ  | Ratio |
| - | ---------- | - | - | - | - | -- | -- | ----- | --- | --- | ----- |
| 1 | Ungaria    | 6 | 3 | 3 | 0 | 9  | 1  | 9,000 | 144 | 76  | 1,892 |
| 2 | RDG        | 5 | 3 | 2 | 1 | 7  | 3  | 2,333 | 133 | 92  | 1,446 |
| 3 | Iugoslavia | 4 | 3 | 1 | 2 | 3  | 7  | 0,429 | 99  | 133 | 0,744 |
| 4 | RFG        | 3 | 3 | 0 | 3 | 1  | 9  | 0,111 | 70  | 145 | 0,483 |

### Grupa B -Banja Luka
| L | Echipa            | P | M | V | Î | SC | SP | Ratio | PP  | PÎ  | Ratio |
| - | ----------------- | - | - | - | - | -- | -- | ----- | --- | --- | ----- |
| 1 | Uniunea Sovietică | 6 | 3 | 3 | 0 | 9  | 2  | 4,500 | 150 | 93  | 1,613 |
| 2 | Bulgaria          | 5 | 3 | 2 | 1 | 7  | 4  | 1,750 | 132 | 116 | 1,138 |
| 3 | România           | 4 | 3 | 1 | 2 | 5  | 6  | 0,833 | 132 | 142 | 0,930 |
| 4 | Țările de Jos     | 3 | 3 | 0 | 3 | 0  | 9  | 0,000 | 72  | 135 | 0,533 |

### Grupa C -Negotin
| L | Echipa       | P | M | V | Î | SC | SP | Ratio | PP  | PÎ  | Ratio |
| - | ------------ | - | - | - | - | -- | -- | ----- | --- | --- | ----- |
| 1 | Cehoslovacia | 6 | 3 | 3 | 0 | 9  | 3  | 3,000 | 167 | 96  | 1,740 |
| 2 | Polonia      | 5 | 3 | 2 | 1 | 8  | 4  | 2,000 | 156 | 113 | 1,381 |
| 3 | Italia       | 4 | 3 | 1 | 2 | 5  | 7  | 0,714 | 112 | 146 | 0,767 |
| 4 | Belgia       | 3 | 3 | 0 | 3 | 1  | 9  | 0,111 | 63  | 143 | 0,441 |

## Faza finală

### Grupa pentru locurile 1-6 -Belgrad
| L | Echipa            | P  | M | V | Î | SC | SP | Ratio | PP  | PÎ  | Ratio |
| - | ----------------- | -- | - | - | - | -- | -- | ----- | --- | --- | ----- |
| 1 | Uniunea Sovietică | 10 | 5 | 5 | 0 | 15 | 2  | 7,500 | 244 | 120 | 2,033 |
| 2 | Ungaria           | 9  | 5 | 4 | 1 | 12 | 7  | 1,714 | 237 | 217 | 1,092 |
| 3 | RDG               | 7  | 5 | 2 | 3 | 8  | 11 | 0,727 | 225 | 221 | 1,018 |
| 4 | Bulgaria          | 7  | 5 | 2 | 3 | 8  | 11 | 0,727 | 211 | 243 | 0,868 |
| 5 | Cehoslovacia      | 7  | 5 | 2 | 3 | 8  | 11 | 0,727 | 201 | 241 | 0,834 |
| 6 | Polonia           | 5  | 5 | 0 | 5 | 6  | 15 | 0,400 | 211 | 287 | 0,735 |

### Grupa pentru locurile 7-12 -Belgrad
| L | Echipa        | P  | M | V | Î | SC | SP | Ratio | PP  | PÎ  | Ratio |
| - | ------------- | -- | - | - | - | -- | -- | ----- | --- | --- | ----- |
| 1 | România       | 10 | 5 | 5 | 0 | 15 | 0  | MAX   | 227 | 116 | 1,957 |
| 2 | Iugoslavia    | 9  | 5 | 4 | 1 | 12 | 6  | 2,000 | 242 | 214 | 1,131 |
| 3 | Italia        | 7  | 5 | 2 | 3 | 9  | 10 | 0,900 | 219 | 216 | 1,014 |
| 4 | RFG           | 7  | 5 | 2 | 3 | 7  | 11 | 0,636 | 198 | 230 | 0,861 |
| 5 | Țările de Jos | 7  | 5 | 2 | 3 | 7  | 12 | 0,583 | 227 | 248 | 0,915 |
| 6 | Belgia        | 5  | 5 | 0 | 5 | 4  | 15 | 0,267 | 183 | 272 | 0,673 |

## Clasamentul final
| Loc | Echipă            | Calificare pentru                                |
| --- | ----------------- | ------------------------------------------------ |
| 1   | Uniunea Sovietică | Campionatul European 1977                        |
| 2   | Ungaria           | Jocurile Olimpice 1976 Campionatul European 1977 |
| 3   | RDG               | Campionatul European 1977                        |
| 4.  | Bulgaria          | Campionatul European 1977                        |
| 5.  | Cehoslovacia      | Campionatul European 1977                        |
| 6.  | Polonia           |                                                  |
| 7.  | România           |                                                  |
| 8.  | Iugoslavia        |                                                  |
| 9.  | Italia            |                                                  |
| 10. | RFG               |                                                  |
| 11. | Țările de Jos     |                                                  |
| 12. | Belgia            |                                                  |

| Campionatul European de Volei feminin din 1975 Uniunea Sovietică Al optulea titlu |